# Campeonato Europeo de Boxeo Aficionado Femenino de 2022
El XIII Campeonato Europeo de Boxeo Aficionado Femenino se celebra en Budva (Montenegro) en el año 2022 bajo la organización de la Confederación Europea de Boxeo (EUBC).

## Medallistas
| Evento                     | Oro                            | Plata                              | Bronce                                                           |
| -------------------------- | ------------------------------ | ---------------------------------- | ---------------------------------------------------------------- |
| Peso minimosca (48 kg)     | Sevda Asenova Bulgaria         | Roberta Bonatti · Italia           | Shannon Sweeney Irlanda Demie-Jade Resztan Inglaterra            |
| Peso mosca ligero (50 kg)  | Buse Naz Çakıroğlu Turquía     | Caitlin Fryers Irlanda             | Giordana Sorrentino · Italia · Anakhanim Ismayilova · Azerbaiyán |
| Peso mosca (52 kg)         | Tetyana Kob · Ucrania          | Venelina Poptoleva Bulgaria        | Olena Savchuk · Italia · Emma Jokiaho · Finlandia                |
| Peso gallo (54 kg)         | Anastasiia Kovalchuk · Ucrania | Bojana Gojković · Montenegro       | Stanimira Petrova Bulgaria Ekaterina Sycheva Armenia             |
| Peso pluma (57 kg)         | Irma Testa · Italia            | Svetlana Staneva Bulgaria          | Michaela Walsh · Irlanda · Olga Papadatou · Grecia               |
| Peso ligero (60 kg)        | Kellie Harrington Irlanda      | Lenka Bernardová · República Checa | Donjeta Sadiku · Kosovo · Ana Starovoitova · Lituania            |
| Peso wélter ligero (63 kg) | Amy Broadhurst Irlanda         | Mariia Bova · Ucrania              | Sara Beram · Croacia · Sona Harutyunyan · Armenia                |
| Peso wélter (66 kg)        | Stefanie von Berge · Alemania  | Aneta Rygielska · Polonia          | Jelena Janićijević Serbia Busenaz Sürmeneli Turquía              |
| Peso medio ligero (70 kg)  | Ani Hovsepyan Armenia          | Christina Desmond Irlanda          | Tamara Radunović · Montenegro · Melissa Gemini · Italia          |
| Peso medio (75 kg)         | Aoife O'Rourke Irlanda         | Elżbieta Wójcik · Polonia          | Love Holgersson · Suecia · Anastasiia Chernokolenko · Ucrania    |
| Peso semipesado (81 kg)    | Gabrielė Stonkutė · Lituania   | Martyna Jancelewicz · Polonia      | Raisa Piskun · Ucrania · Tímea Nagy · Hungría                    |
| Peso pesado (+81 kg)       | Mariia Lovchynska · Ucrania    | Aynur Rzayeva Azerbaiyán           | Şennur Demir Turquía Daria Kozorez Moldavia                      |

## Medallero por países
| Núm. | País            | Oro | Plata | Bronce | Total |
| ---- | --------------- | --- | ----- | ------ | ----- |
| 1    | Irlanda         | 3   | 2     | 2      | 7     |
| 2    | Ucrania         | 3   | 1     | 2      | 6     |
| 3    | Bulgaria        | 1   | 2     | 1      | 4     |
| 4    | Italia          | 1   | 1     | 3      | 5     |
| 5    | Armenia         | 1   | 0     | 2      | 3     |
|      | Turquía         | 1   | 0     | 2      | 3     |
| 7    | Lituania        | 1   | 0     | 1      | 2     |
| 8    | Alemania        | 1   | 0     | 0      | 1     |
| 9    | Polonia         | 0   | 3     | 0      | 3     |
| 10   | Azerbaiyán      | 0   | 1     | 1      | 2     |
|      | Montenegro      | 0   | 1     | 1      | 2     |
| 12   | República Checa | 0   | 1     | 0      | 1     |
| 13   | Croacia         | 0   | 0     | 1      | 1     |
|      | Inglaterra      | 0   | 0     | 1      | 1     |
|      | Finlandia       | 0   | 0     | 1      | 1     |
|      | Grecia          | 0   | 0     | 1      | 1     |
|      | Hungría         | 0   | 0     | 1      | 1     |
|      | Kosovo          | 0   | 0     | 1      | 1     |
|      | Moldavia        | 0   | 0     | 1      | 1     |
|      | Serbia          | 0   | 0     | 1      | 1     |
|      | Suecia          | 0   | 0     | 1      | 1     |
|      | TOTAL           | 12  | 12    | 24     | 48    |